# Коломье (Славутский район)
Коломье (укр. Колом'є) — село в Славутском районе Хмельницкой области Украины.
Население по переписи 2001 года составляло 551 человек. Почтовый индекс — 30065. Телефонный код — 3842. Занимает площадь 2,05 км². Код КОАТУУ — 6823986802.

## Местный совет
30065, Хмельницкая обл., Славутский р-н, с. Полянь